# Fulvia Conti
Fulvia Conti (... – Roma, 15 novembre 1611) è stata una nobile italiana.

## Biografia

Stemma dei Conti di Segni

Era la figlia di Giovanni Battista Conti e Livia Colonna. Ereditò dal padre i vicariati di Valmontone e Segni, confermati trasmissibili anche agli eredi da papa Paolo III e da Giulio III nel 1550. Fondò a Roma il Conservatorio di Sant'Eufemia per accogliere le donne nubili raminghe e il monastero di Sant'Urbano. Strinse amicizia con il cardinale Cesare Baronio e con il presbitero Filippo Neri.

## Discendenza
Sposò nel 1547 Mario I Sforza di Santa Fiora (?-1592), conte di Santa Fiora, dal quale ebbe un figlio Federico (1548-1581), premorto al padre, che lasciò la contea al figlio Alessandro, 13º conte di Santa Fiora. Rimase vedova nel 1592 e si ritirò a vita privata in un edificio a fianco del monastero da lei fondato.